# Världshälsoorganisationens lista över essentiella läkemedel

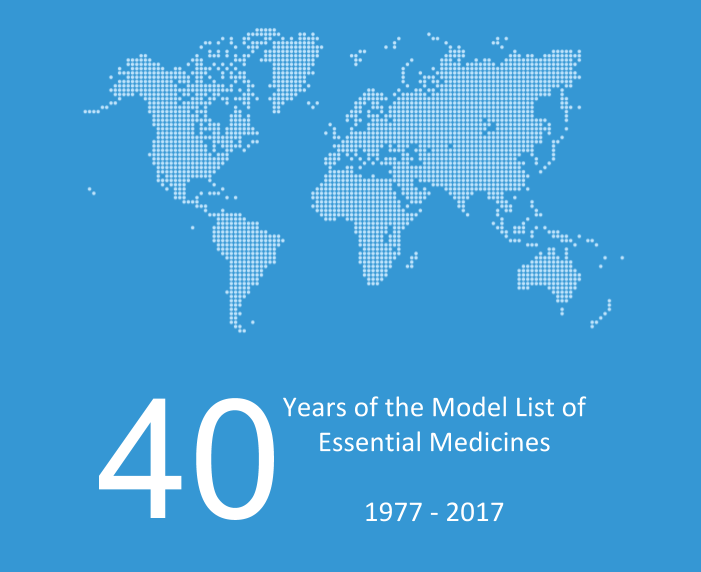
2017 är 40-årsjubileet av Världshälsoorganisationens lista över essentiella eller livsnödvändiga läkemedel.

Världshälsoorganisationens lista över essentiella läkemedel eller lista över nödvändiga läkemedel (engelska: WHO Model List of Essential Medicines) ges ut av Världshälsoorganisationen (WHO), och innehåller de läkemedel som anses vara de mest effektiva och säkra för att möta grundläggande behov i ett hälso- och sjukvårdssystem. Listan används regelbundet av länder för att utforma egna listor över essentiella eller nödvändiga läkemedel. År 2016 hade fler än 155 länder skapat nationella listor över essentiella läkemedel baserat på WHO:s lista. Detta innefattar länder i både den utvecklade världen och utvecklingsvärlden.
Listan är uppdelad i centrala objekt och kompletterande objekt. De centrala objekten är de som bedöms vara mest kostnadseffektiva alternativ vid hälsoproblem och som är användbara utan att behöva tillföra ytterligare resurser till extra hälso- och sjukvård. Kompletterande poster kräver antingen ytterligare infrastruktur, exempelvis särskilt utbildade vårdgivare eller diagnostisk utrustning eller har en sämre kostnad-nytta-balans. Cirka 25 procent av objekten i hela listan tillhör den kompletterande listan. Vissa läkemedel listas som både grundläggande och kompletterande. Medan de flesta mediciner på listan finns som generiska läkemedel innebär det inte att ett läkemedel som skyddas av patent per automatik utesluts från listan.
Första upplagan gavs ut 1977 och innehöll då 212 läkemedel. WHO uppdaterar listan vartannat år. 14:e upplagan gavs ut år 2005 och innehöll 306 läkemedel. År 2015 gavs den 19:e upplagan ut och innehöll omkring 410 läkemedel. 20:e upplagan gavs ut år 2017. De nationella listorna som innehåller mellan 334 och 580 läkemedel.
En separat lista för barn upp till 12 års ålder, WHO:s lista över essentiella läkemedel för barn, skapades år 2007 och finns år 2019 i sju upplagor. Den skapades för att säkerställa att barns behov på ett systematiskt sätt togs i beaktande så som att läkemedel finns tillgängliga i beredningsformer för barn. Alla läkemedel i barnlistan finns även i huvudlistan. Listan och fotnoter i denna artikel baseras på de 19:e och 20:e upplagorna av huvudlistan. Ett α indikerar att läkemedlet endast tillhör den kompletterande listan.

## Anestesi

### Generell anestesi och syrgas

#### Inhalationsläkemedel
- Halotan
- Isofluran
- Kväveoxid
- Syrgas

#### Injektionsläkemedel
- Ketamin Dödligt vid fel dosering
- Propofol[a]

### Lokalanestesi
- Bupivakain
- Lidokain
- Lidokain/adrenalin
- Efedrin[b] (inte ett lokalanestetikum, inkluderas i listan för förebyggande av lågt blodtryck kopplat till spinalanestesi vid kejsarsnitt)

### Preoperativa läkemedel och sedering för korta ingrepp
- Atropin
- Midazolam
- Morfin

## Läkemedel mot smärta och vid palliativ vård

### Icke-opioida och icke-steroida anti-inflammatoriska läkemedel (NSAIDs)

Skelettstrukturmodell av den kemiska strukturen av acetylsalicylsyra

- Acetylsalicylsyra (ASA)
- Ibuprofen
- Paracetamol[c]

### Opioida analgeticum
- Kodein
- Fentanyl
- Morfin[d]
- Metadon

### Läkemedel mot andra vanliga symptom vid palliativ vård
- Amitriptylin
- Cyklizin
- Dexametason
- Diazepam
- Dokusatnatrium
- Fluoxetin
- Haloperidol
- Hyoscinbutylbromid
- Skopolamin
- Lactulos
- Loperamid
- Metoklopramid
- Midazolam
- Ondansetron
- Senna

## Anti-allergicum och läkemedel vid anafylaxi
- Dexametason
- Adrenalin (epinefrin)
- Hydrokortison
- Loratadin[e]
- Prednisolon

## Antidot och andra substanser vid förgiftning

### Ospecifika
- Aktiverat kol

### Specifika
- Acetylcystein
- Atropin
- Kalciumglukonat
- Metyltioniniumklorid (metylenblått)
- Naloxon
- Penicillamin
- Berlinerblått
- Natriumnitrit
- Natriumtiosulfat
- Deferoxamin[b]
- Dimercaprol[b]
- Fomepizol[b]
- Natriumkalciumedetat[b]
- Succimer[b]

## Antikonvulsiva
- Karbamazepin
- Diazepam
- Lamotrigin
- Lorazepam
- Magnesiumsulfat[f]
- Midazolam
- Fenobarbital
- Fenytoin
- Valproat (valproinsyra/natriumvalproat)
- Etosuximid[b]

## Anti-infektionsmedel

### Anti-helminmedel

#### Intestinala anti-helminicum

Skelettstrukturmodell av albendazol

- Albendazol
- Ivermektin
- Levamisol
- Mebendazol
- Niklosamid
- Praziquantel
- Pyrantel

#### Anti-filaricum
- Albendazol
- Dietylkarbamazin
- Ivermektin

#### Anti-schistosomala och andra anti-nematodläkemedel
- Praziquantel
- Triklabendazol
- Oxamnikin[b]

### Antibiotikum

#### Betalaktamläkemedel
- Amoxicillin
- Amoxicillin/klavulansyra (amoxicillin + klavulansyra)
- Ampicillin
- Benzatinbenzylpenicillin
- Benzylpenicillin
- Cefalexin
- Cefazolin[g]
- Cefixim[h]
- Cefotaxim[i]
- Ceftriaxon[j]
- Cloxacillin
- Fenoxymetylpenicillin (penicillin V)
- Piperacillin/tazobactam
- Prokainbenzylpenicillin[k]
- Ceftazidim[b]
- Meropenem[b]
- Aztreonam[b]
- Imipenem/cilastatin[b][l]

#### Andra antibakteriella läkemedel
- Amikacin
- Azitromycin[m]
- Kloramphenikol
- Ciprofloxacin
- Claritromycin[n]
- Clindamycin
- Doxycyklin
- Erytromycin
- Gentamicin
- Metronidazol
- Nitrofurantoin
- Spectinomycin
- Trimetoprim/sulfametoxazol
- Trimetoprim
- Vancomycin

#### Läkemedel mot lepra
- Klofazimin
- Dapson
- Rifampicin

#### Antituberkulosläkemedel
- Etambutol

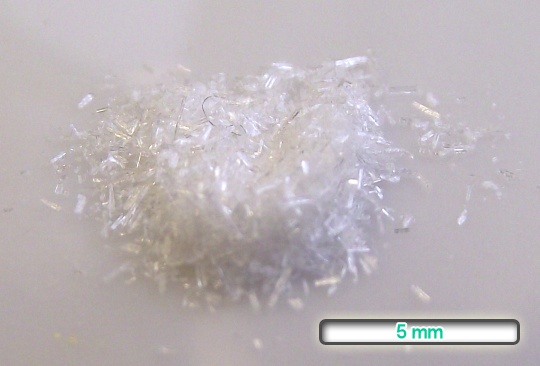
Renade kristaller av etambutol

- Etambutol/isoniazid (etambutol + isoniazid)
- Etambutol/isoniazid/pyrazinamid/rifampicin (etambutol + isoniazid + pyrazinamid + rifampicin)
- Etambutol/isoniazid/rifampicin (etambutol + isoniazid + rifampicin)
- Isoniazid
- Isoniazid/pyrazinamid/rifampicin (isoniazid + pyrazinamid + rifampicin)
- Isoniazid/rifampicin (isoniazid + rifampicin)
- Pyrazinamid
- Rifabutin[o]
- Rifampicin
- Rifapentin[p]
- Amikacin[b]
- Bedaquilin[b]
- Kapreomycin[b]
- Klofazimin[b]
- Cykloserin[b][q]
- Delamanid[b]
- Etionamid[b][r]
- Kanamycin[b]
- Levofloxacin[b][s]
- Linezolid[b]
- Moxifloxacin
- p-aminosalicylsyra[b]
- Streptomycin[b]

### Antifungala läkemedel
- Amfotericin B
- Klotrimazol
- Flukonazol
- Flucytosin
- Griseofulvin
- Itrakonazol
- Nystatin
- Vorikonazol
- Kaliumjodid[b]

### Antivirala läkemedel

#### Antiherpes äkemedel
- Aciklovir

#### Antiretrovirala

##### Nucleosid/nucleotid reverst-transcriptas-hämmare
- Abacavir (ABC)
- Lamivudin (3TC)
- Tenofovirdisoproxilfumarat (TDF)
- Zidovudin (ZDV or AZT)

##### Icke-nucleosida reversy-transcriptas-hämmare
- Efavirenz (EGV or EFZ)
- Nevirapin (NVP)

##### Proteashämmare

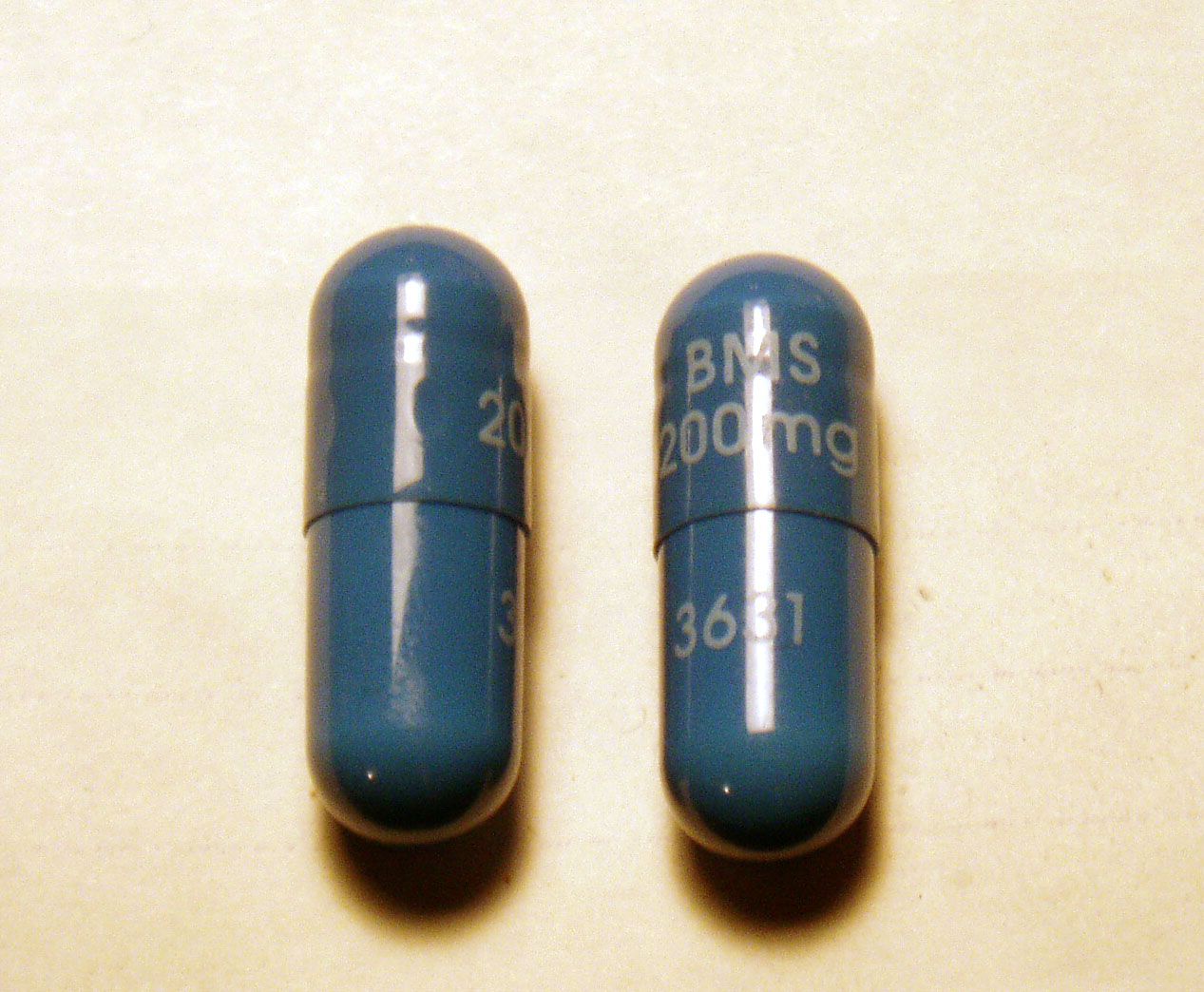
Två kapslar av atazanavir

- Atazanavir
- Atazanavir/ritonavir
- Darunavir
- Lopinavir/ritonavir (LPV/r)
- Ritonavir

##### Integrashämmare
- Dolutegravir
- Raltegravir

##### Fasta kombinationer
- Abakavir/lamivudin
- Efavirenz/emtricitabin/tenofovir[t]
- Efavirenz/lamivudin/tenofovir
- Emtricitabin/tenofovir[t]
- Lamivudin/nevirapin/zidovudin
- Lamivudin/zidovudin

##### Läkemedel för att förebygga HIV-relaterade opportunistiska infektioner
- Isoniazid/pyridoxin/sulfametoxazol/trimetoprim

##### Andra antivirala
- Ribavirin[u]
- Valganciclovir
- Oseltamivir[b][v]

#### Anti-hepatitläkemedel

##### Läkemedel vid hepatit B
Nucleosida/Nucleotida reverst-transcriptas-hämmare
- Entecavir
- Tenofovirdisoproxilfumarat (TDF)

##### Läkemedel för användning vid hepatit C
Nucleotida-polymerashämmare
- Sofosbuvir

Proteashämmare
- Simeprevir

NS5A-hämmare
- Daclatasvir

Icke-nucleosida polymerashämmare
- Dasabuvir

Andra antivirala
- Ribavirin[w]
- Pegylerat interferon-alpha-2a eller pegylerat interferon-alpha-2b[b][x]

Fasta kombinationer
- Ledipasvir/sofosbuvir
- Ombitasvir/paritaprevir/ritonavir
- Sofosbuvir/velpatasvir

### Protozomedel

#### Amöbamedel och anti-giardiamedel
- Diloxanid
- Metronidazol

#### Anti-leishmaniasismedel
- Amfotericin B
- Miltefosin
- Paromomycin
- Natriumstiboglukonat eller megluminantimoniat

#### Anti-malariamedel

##### För behandling med kurativt syfte
- Amodiaquin[y]
- Artemeter[z]
- Artemeter/lumefantrin[aa]
- Artesunat[ab]
- Artesunat/amodiakin[ac]
- Artesunat/meflokin
- Artesunat/pyronaridin
- Klorokin[ad]
- Dihydroartemisinin/piperakin
- Doxycyklin[ae]
- Meflokin[y]
- Primakin[af]
- Kinin[ag]
- Sulfadoxin/pyrimetamin[ah]

##### Förebyggande
- Klorokin[ai]
- Doxycyclin
- Meflokine
- Proguanil[aj]

#### Anti-pneumocystos- och antitoxoplasmos-medel
- Pyrimetamin
- Sulfadiazin
- Sulfametoxazol/trimetoprim
- Pentamidin[b]

#### Anti-trypanosom-medel

##### Africansk trypanosomiasis

###### Första stadiet
- Pentamidin[ak]
- Natriumsuramin[al]

###### Andra stadiet
- Eflornitin[am]
- Melarsoprol
- Nifurtimox[an]

##### Amerikansk trypanosomiasis
- Benznidazol
- Nifurtimox

## Migränmedel

### Akut attack
- Acetylsaliclsyra (ASA)
- Ibuprofen
- Paracetamol

### Förebyggande
- Propranolol

## Antineoplastiska och immunosuppressiva

### Immunosuppressiva läkemedel
- Azathioprin[b]
- Ciclosporin[b]

### Cytotoxikum och adjuvanta läkemedel
- Tretinoin[b]
- Allopurinol[b]
- Asparaginas[b]
- Bendamustin[b]
- Bleomycin[b]
- Kalciumfolinat[b]
- Kapecitabin[b]
- Karboplatin[b]
- Klorambucil[b]
- Cisplatin[b]
- Cyklofosfamid[b]
- Kytarabin[b]
- Dakarbazin[b]
- Daktinomycin[b]
- Dasatinib[b]
- Daunorubicin[b]
- Docetaxel[b]
- Doxorubicin[b]
- Etoposid[b]
- Filgrastim[b]
- Fludarabin[b]
- Fluorouracil[b]
- Gemcitabin[b]
- Hydroxykarbamid[b]
- Ifosfamid[b]
- Imatinib[b]
- Irinotecan[b]
- Mercaptopurin[b]
- Mesna[b]
- Metotrexat[b]
- Oxaliplatin[b]
- Paclitaxel[b]
- Prokarbazin[b]
- Rituximab[b]
- Thioguanin[b]
- Trastuzumab[b]
- Vinblastin[b]
- Vinkristin[b]
- Vinorelbin[b]
- Zoledronsyra[b]

### Hormon och anti-hormon
- Anastrozol[b]
- Bicalutamid[b]
- Dexametason[b]
- Hydrokortison[b]
- Leuprorelin[b]
- Metylprednisolon[b]
- Prednisolon[b]
- Tamoxifen[b]

## Parkinsonläkemedel
- Biperiden
- Karbidopa/levodopa (levodopa + karbidopa)

## Läkemedel som påverkar blodet

### Anaemiläkemedel
- Järnsalt
- Järnsaltfolsyra
- Folsyra
- Hydroxykobalamin
- Erytropoes-stimulerare[b]

### Koagulationspåverkande läkemedel
- Enoxaparin
- Natriumheparin
- Fytomenadion
- Protaminsulfat
- Tranexamsyra
- Warfarin
- Desmopressin[b]

### Andra läkemedel mot hemoglobinopatier
- Deferoxamin[b][ao]
- Hydroxykarbamid[b]

## Blodprodukter och plasmaersättning från humankälla

### Blod och blodkomponent

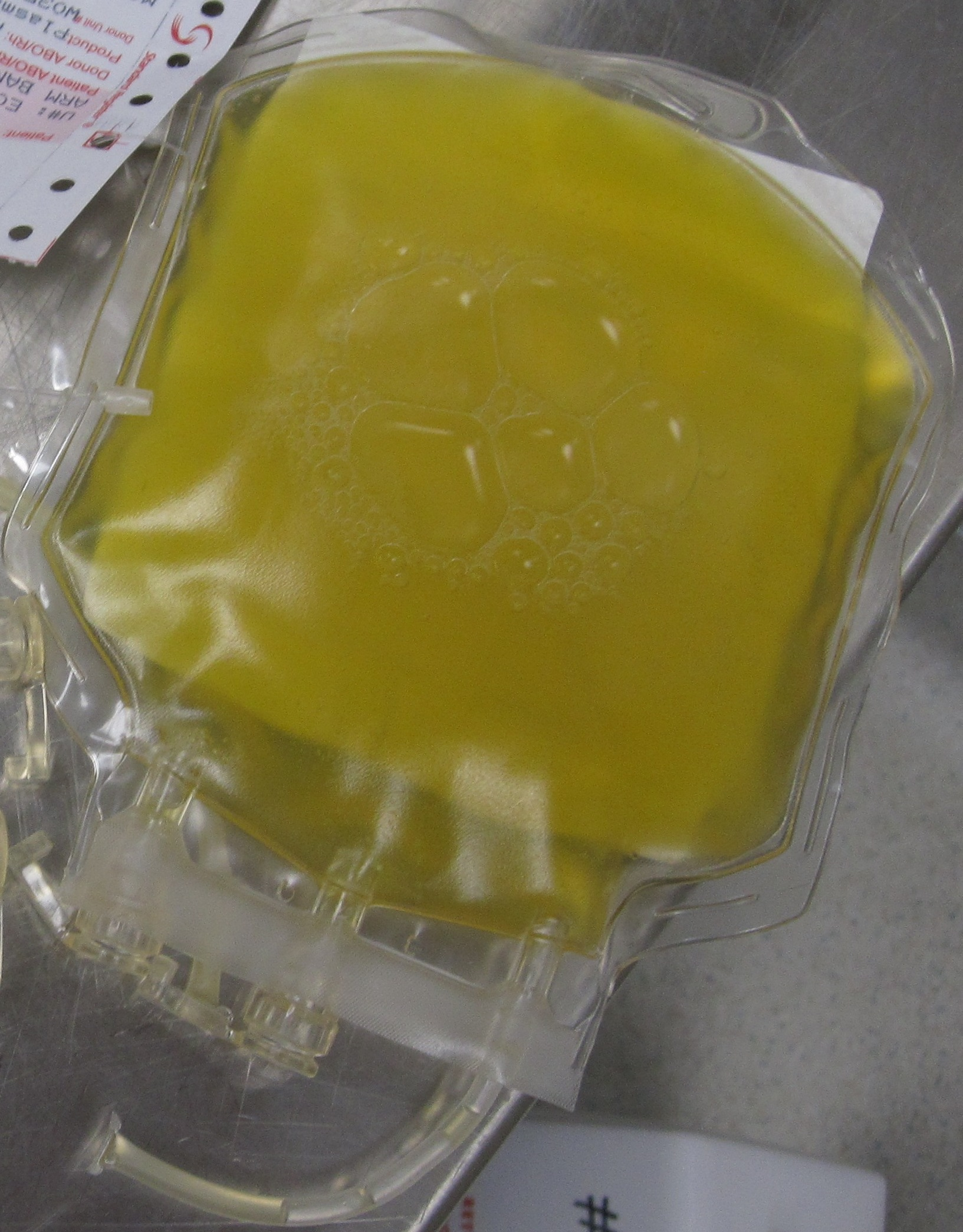
Påse innehållande en enhet färskfrusen plasma

- Färskfrusen plasma
- Blodplättskoncentrat
- Erytrocytkoncentrat
- Helblod

### Plasma-utvunna läkemedel

#### Humana immunoglobuliner
- Rho(D) immunoglobulin
- Anti-rabies immunoglobulin
- Anti-tetanus immunoglobulin
- Normalimmunoglobulin[b]

#### Koagulationsfaktorer
- Koagulationsfaktor VIII[b]
- Koagulationsfaktor IX[b]

### Plasmaersättningar
- Dextran 70[ap]

## Kardiovasculära läkemedel

### Läkemedel mot angina
- Bisoprolol[aq]
- Glyceryltrinitrat
- Isosorbiddinitrat
- Verapamil

### Anti-arrytmiläkemedel
- Bisoprolol
- Digoxin
- Adrenalin
- Lidokain
- Verapamil
- Amiodaron[b]

### Anti-hypertensiva läkemedel
- Amlodipin
- Bisoprolol
- Enalapril
- Hydralazin[ar]
- Hydroklorotiazid
- Metyldopa[as]
- Losartan
- Natriumnitroprussid[b]

### Läkemedel vid hjärtsvikt
- Bisoprolol
- Digoxin
- Enalapril
- Furosemid
- Hydroklorotiazid
- Losartan
- Spironolacton
- Dopamin[b]

### Anti-trombos läkemedel

#### Anti-blodplättsläkemedel
- Acetylsalicysyra (ASA)
- Klopidogrel

#### Thrombolytiska läkemedel
- Streptokinas[b]

### Lipidsänkande medel
- Simvastatin[at]

## Dermatologiska (topiska)

### Anti-svamp läkemedel
- Miconazol
- Seleniumsulfid
- Natriumtiosulfat
- Terbinafin

## Anti-infektionsmedel
- Mupirocin
- Natriumpermanganat
- Silversulfadiazin

### Anti-inflammatoriska och anti-pruritiska läkemedel
- Betametason
- Kalamin
- Hydrokortison

### Läkemedel som påverkar differentiering och proliferation av hudceller
- Benzoylperoxid
- Stenkolstjära
- Fluorouracil
- Podofyllin
- Salicylsyra
- Urea

### Anti-skabbmedel och lusmedel
- Benzylbenzoat
- Permetrin

## Diagnostikmedel

### Oftalmologi-läkemedel
- Fluorescein (fluorosceinnatrium)
- Tropicamid

### Radiokontrastmedium
- Amidotrizoat
- Bariumsulfat
- Iohexol
- Megluminiotroxat[b]

## Disinfektionsmedel och antiseptikum

### Antiseptikum
- Klorhexidin
- Etanol
- Povidonjod

### Disinfektionsmedel
- Alkoholbaserad handsprit
- Klorbaserade desinfektionsmedel
- Kloroxylenol
- Glutaral

## Diuretikum
- Amilorid
- Furosemid
- Hydroklorothiazid
- Mannitol
- Spironolakton

## Gastrointestinala läkemedel
- Pankreasenzym[b]

### Läkemedel mot magsår
- Omeprazol
- Ranitidin

### Antiemetikum
- Dexametason
- Metoklopramid
- Ondansetron

### Anti-inflammatorikum
- Sulfasalazin
- Hydrokortison[b]

### Laxermedel
- Senna

### Läkemedel vid diarré

#### Oral rehydrering
- Vätskeersättning

#### Läkemedel vid diarré hos barn
- Zinksulfat[au]

## Hormoner, andra endokrina läkemedel, och preventivmedel

### Binjurehormon och syntetiska substitut
- Fludrokortison
- Hydrokortison

### Androgener
- Testosteron[b]

### Preventivmedel

#### Orala hormonella preventivmedel
- Etinylestradiol/levonorgestrel
- Etinylestradiol/noretisteron
- Levonorgestrel
- Ulipristal

#### Injicerbara hormonella preventivmedel
- Estradiolcypionat/medroxyprogesteronacetat
- Medroxyprogesteronacetat
- Noretisteronenantat

#### Spiral
- Kopparspiral
- Hormonspiral (progesteron)

#### Barriärmetoder
- Kondom
- Pessar

#### P-stav
- Etonogestrel-stav
- Levonorgestrel-stav

#### Intravaginala preventivmedel
- Vaginalring med progesteron

### Insuliner och andra läkemedel vid diabetes
- Gliklazid[av]
- Glukagon
- Insulininjektion
- Medellångverkande insulin
- Metformin

### Ägglossningsinducerare
- Klomifen[b]

### Progesteron
- Medroxyprogesteronacetat

### Tyroideahormon och antithroidea-läkemedel
- Levotyroxin
- Kaliumjodid
- Propyltiouracil
- Lugols lösning

## Immunologimedel

### Diagnostikmedel
- Tuberkulin, renat proteinderivat (PPD)

### Serum och immunoglobulin
- Antitoxin-immunoglobulin[aw]
- Difteri-antitoxin

### Vaccin

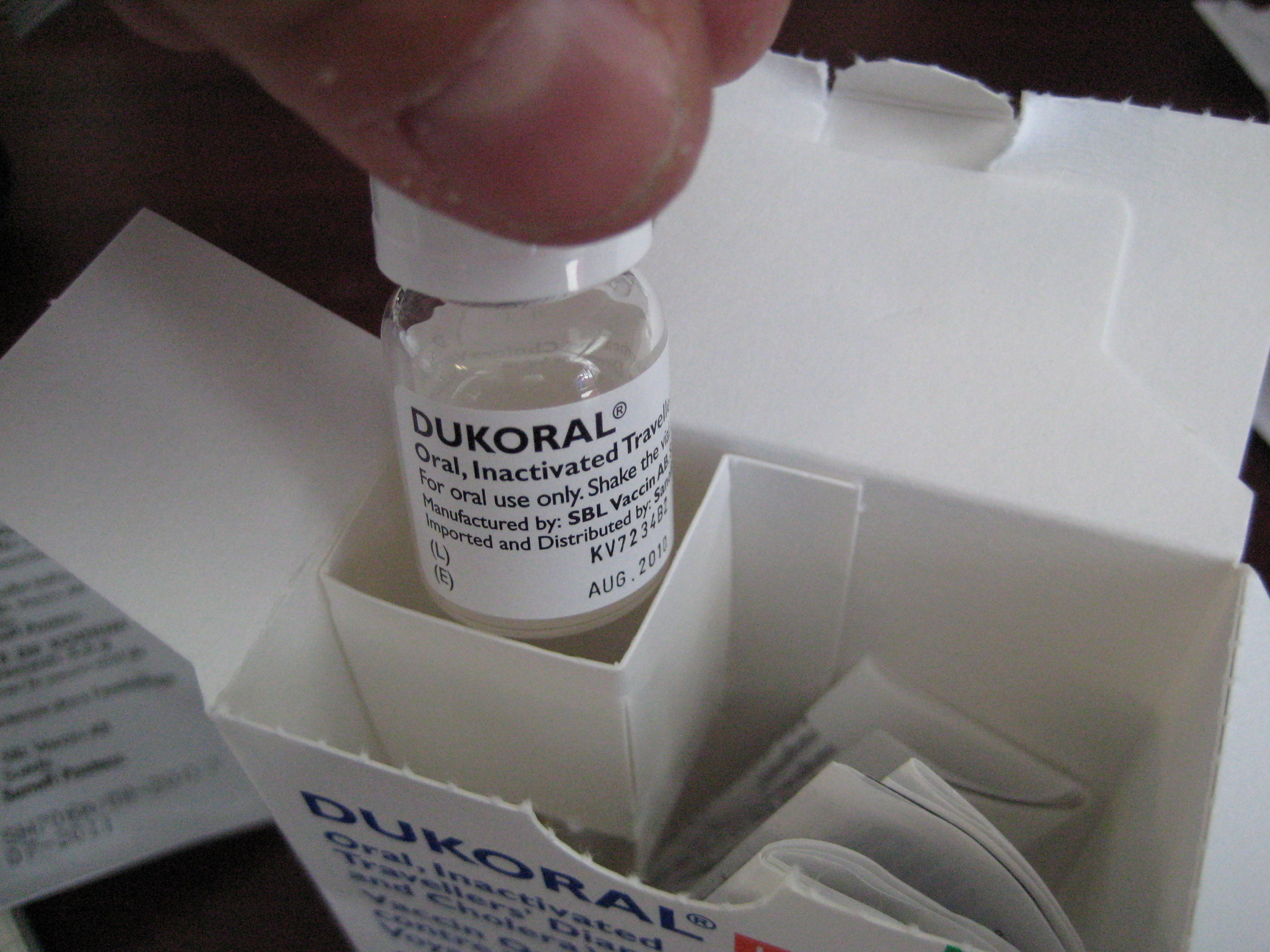
En flaska oralt koleravaccin

- BCG-vaccin
- Koleravaccin[ax]
- Difterivaccin
- Haemofilus influenzae typ b-vaccin
- Hepatit A-vaccin[ax]
- Hepatit B-vaccin
- HPV-vaccin
- Influensavaccin
- Japansk enfecalit-vaccin[ay]
- Mässlingsvaccin
- Meningokockvaccin[ax]
- Påssjukevaccin
- Kikhostsvaccin
- Pneumokockvaccin
- Poliovaccin
- Rabiesvaccin[ax]
- Rotavirusvaccin
- Röda hund-vaccin
- Stelkrampsvaccin
- TBE-vaccin[ay]
- Tyfoidvaccin[ax]
- Vattkoppsvaccin
- Gula febern-vaccin[ay]

## Muskelrelaxantia (perifert-verkande) och kolinesterashämmare
- Atrakurium
- Neostigmin
- Suxametonium
- Vekuronium
- Pyridostigmin[b]

## Ögonpreparat

### Anti-infektionsmedel
- Aciclovir
- Azitromycin
- Erytromycin
- Gentamicin
- Natamycin
- Ofloxacin
- Tetracyklin

### Anti-inflammationsmedel
- Prednisolon

### Lokalanestetikum
- Tetrakain

### Miotikum och anti-glaukom-läkemedel
- Acetazolamid
- Latanoprost
- Pilokarpin
- Timolol

### Mydriatikum
- Atropin[az]
- Adrenaline[b]

### Anti-vascular endothelial growth factor (VEGF)
- Bevacizumab[b]

## Oxytociska medel och antioxytocikum

### Oxytocikum och abortframkallande medel (amblotikum)
- Ergometrin
- Misoprostol
- Oxytocin
- Mifepriston använt tillsammans med misoprostol[b][ba]

### Antioxytocikum (tocolytics)
- Nifedipine

## Peritonealdialyslösning
- Intraperitonealdialyslösning (av lämplig sammansättning)[b]

## Läkemedel psykiska- och beteende-störningar

### Läkemedel vid psykotiska störningar
- Klorpromazin
- Flufenazin
- Haloperidol
- Risperidon
- Klozapin[b]

### Läkemedel vid humörstörningar

#### Läkemedel vid depressiva tillstånd
- Amitriptylin
- Fluoxetin

#### Läkemedel vid bipolar störning
- Karbamazepin
- Litium
- Valproinsyra (natriumvalproat)

### Läkemedel vid ångesttillstånd
- Diazepam

### Läkemedel vid tvångssyndrom
- Klomipramin

### Läkemedel vid substansmissbruk av psykoaktiva medel
- Nicotinersättning
- Metadon[b]

## Läkemedel verkande på luftvägar

### Anti-astmaläkemedel och läkemedel förkronisk obstruktiv lungsjukdom
- Beklometason
- Budesonid
- Budesonid/formoterol
- Adrenalin
- Ipratropiumbromid
- Salbutamol (albuterol)

## Lösningar vid vatten-, elektrolyt och syra-bas-rubbningar

### Orala
- Oral vätskeersättning
- Kaliumklorid

### Parenterala
- Glukos
- Glukos med natriumklorid
- Kaliumklorid
- Natriumklorid
- Natriumvätekarbonat
- Natriumlaktat, sammansatt lösning

### Övrigt
- Steriliserat vatten för injektion

## Vitaminer och mineraler
- Askorbinsyra
- Kalcium
- Kolekalciferol[bb]
- Ergokalciferol
- Jod
- Nicotinamid
- Pyridoxin
- Retinol
- Riboflavin
- Natriumfluorid
- Thiamin
- Kalciumgluconat[b]

## Öron-, näsa-, hals-läkemedel för barn
- Ättikssyra
- Budesonid
- Ciprofloxacin
- Xylometazolin

## Specifika läkemedel för neonatalvård

### Läkemedel som ges till neonaten
- Koffeincitrat
- Klorhexidin
- Ibuprofen[b]
- Prostaglandin E[b]
  - Prostaglandin E1
  - Prostaglandin E2
- Surfaktant[b]

### Läkemedel som ges till modern
- Dexametason

## Läkemedel för sjukdomar i leder

### Läkemedel som används för att behandla gikt
- Allopurinol

### Sjukdoms-modifierande anti-reumatiska läkemedel (DMARD)
- Klorokin
- Azatioprin[b]
- Hydroxyklorokin[b]
- Metotrexat[b]
- Penicillamin[b]
- Sulfasalazin[b]

### Ledsjukdomar hos unga
- Acetylsalicylsyra[bc]